# Lutspelaren
Lutspelaren (italienska: Suonatore di liuto) är en tidig oljemålning av den italienske barockkonstnären Caravaggio. 
Caravaggio målade åtminstone två versioner av Lutspelaren. Den ena målades 1595–1596 på beställning av markis Vincenzo Giustiniani den yngre, förvärvades 1808 av tsar Alexander I av Ryssland och är idag utställd på Eremitaget i Sankt Petersburg. Den andra målades ungefär samtidigt på beställning av kardinal Francesco Maria del Monte. Tidigare ansågs en målning som tillhör Wildenstein & Company(en) vara kardinal Montes målning. Den var 1990–2013 utlånad till Metropolitan Museum of Art i New York som då tillskrev Caravaggio verket. En tredje version var under 275 år utställd på Badminton House i England. När den 2001 såldes på Sotheby's attribuerades den "Caravaggios krets". Köpare var en privat ägare i England som bekostade en rengöring och restaurering. Flera konsthistoriker har på senare tid börjat omvärdera tavlorna och nu anses Badminton House-tavlan vara kardinal del Montes originalmålning medan Wildensteinmålningen attribuering anses osäker.
Lombarden Caravaggio kom till Rom i början av 1590-talet där han upplevde några framgångsrika år innan han 1606 tvingades fly staden efter att begått ett dråp. Omkring 1597 flyttade Caravaggio in hos kardinal Francesco Maria del Monte som blev hans första viktiga mecenat. Den musikintresserade kardinalen ägde flera dyrbara musikinstrument som Caravaggio därigenom kunde studera i detalj. Det har föreslagits att det är Caravaggios konstnärsvän Mario Minniti som stått modell för lutspelaren, såväl i denna målning såsom i den ungefär samtidigt utförda Musikanterna som också innehåller fiol och luta.      
Lutspelaren påminner även om Bacchus som Caravaggio också avbildar i halvfigur med underkroppen dold under ett bord som pryds av ett stilleben i förgrunden. Lutan är avbildad i stark förkortning vilket visar att Caravaggio behärskade perspektivet. På bordet, som består av en marmorskiva, finns en blommor i en vas, frukter i en skål, nothäfte och en fiol. Wildensteinversionen skiljer sig från de andra versionerna genom att bordet är av trä, försett med en mönstrad orientalisk duk och saknar blomster- och fruktstilleben.     
Utöver de starka kontrasterna mellan ljus och dunkel, så kallad chiaroscuro, utmärks Caravaggios måleri av stark realism och stor detaljrikedom. Musikinstrumenten är noggrant avbildade till nytta för musikhistoriker, liksom nothäftet som innehåller en madrigal av Jacob Arcadelt (1515–1568) vars läsbara text lyder: Vous savez que je vous aime et vous adore...Je fus vôtre. Wildensteinversionen avviker även i denna detalj som i stället visar noterna till en sånger av Francesco de Layolle och Jacquet de Berchem.

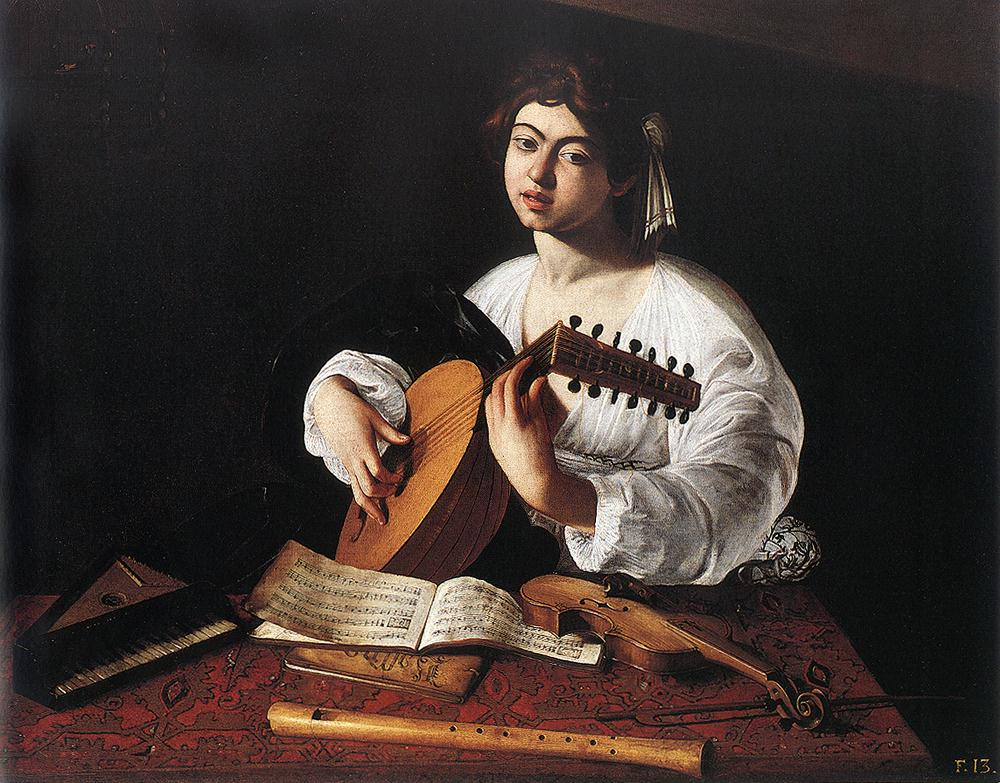
Version som tillhör Wildenstein & Company.
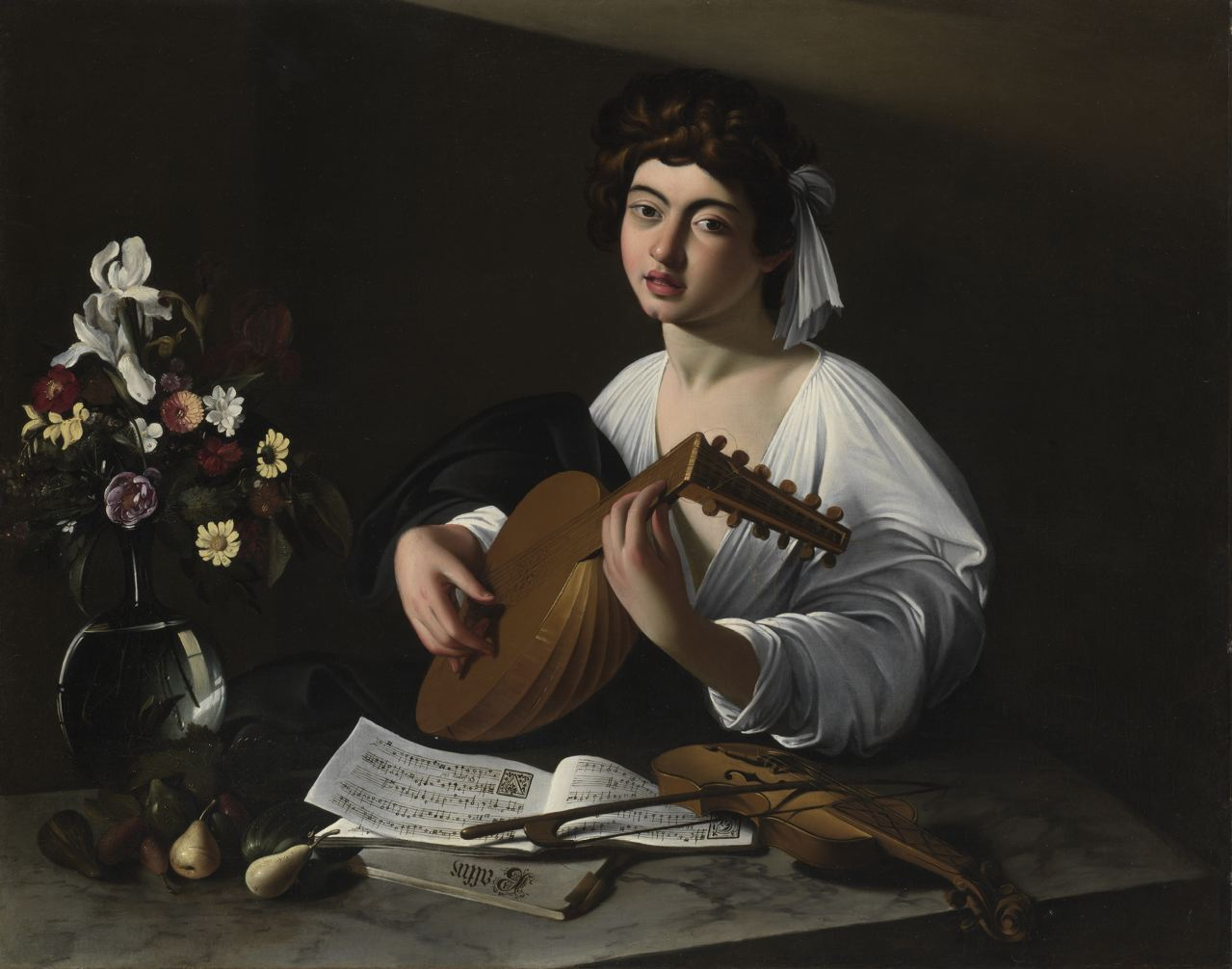
Version som tidigare hängde på Badminton House.